# Ayo Technology
Ayo Technology ist ein Lied des US-amerikanischen Rappers 50 Cent, das er zusammen mit dem Sänger Justin Timberlake und dem Musikproduzenten Timbaland aufnahm. Der Song ist die dritte Singleauskopplung seines dritten Studioalbums Curtis und wurde am 24. Juli 2007 veröffentlicht.

## Inhalt
Ayo Technology ist dem Genre Dirty Rap zuzuordnen und enthält zahlreiche sexuelle Anspielungen. So rappt 50 Cent aus der Perspektive des lyrischen Ichs über einen Stripclub-Besuch, bei dem er einer Tänzerin, die an der Stange tanzt, zuschaut. Dabei beschreibt er ihre lasziven Bewegungen detailliert und stellt sich in seiner Fantasie weitere sexuelle Annäherungen mit ihr vor, während er ihr Geld zuwirft, damit sie weitertanzt. Im Refrain fordert Justin Timberlake die Tänzerin dazu auf, zu ihm zu kommen und sich auf ihn zu setzen. Timbaland ist in einer Bridge des Songs zu hören.

“You got me saying, “Ayo!” I’m tired of using technology

Why don’t you sit down on top of me?

Ayo! I’m tired of using technology

I need you right in front of me

Ooh, she wants it, ugh, ugh, she wants it”

## Produktion
Das Lied wurde von dem US-amerikanischen Musikproduzenten Timbaland in Zusammenarbeit mit Danja, der als Co-Produzent fungierte, produziert. Beide sind neben 50 Cent und Justin Timberlake auch als Autoren angegeben.

## Musikvideo
Bei dem zu Ayo Technology in London gedrehten Musikvideo führte Joseph Kahn Regie. Es feierte am 2. August 2007 Premiere und verzeichnet auf YouTube über 270 Millionen Aufrufe (Stand Januar 2024). Zu Beginn fährt 50 Cent in einem Sportwagen durch die nächtliche Stadt und verfolgt dabei eine Frau in einem anderen Auto. Justin Timberlake beobachtet derweil aus einem weiteren Fahrzeug heraus eine andere Frau, die sich in einem Haus umzieht und tanzt. Timbaland befindet sich in einem futuristischen Überwachungsraum, in dem nächtliche Aufnahmen verschiedener Frauen zu sehen sind. Schließlich betritt 50 Cent einen Saal, in dem sich zahlreiche leicht-bekleidete Frauen befinden. Die Frau, die er zuvor verfolgt hatte, verbindet ihm nun die Augen und tanzt vor ihm. Justin Timberlake tanzt derweil innig mit der Frau, die er zuvor beobachtet hatte. Am Ende sind alle drei Künstler mit jeweils einer Frau zu sehen, der sie näherkommen.

## Single

### Covergestaltung
Das Singlecover zeigt 50 Cent, der ein Basecap, eine Kette sowie einen Pullover trägt und den Betrachter ernst anblickt. Im unteren Teil des Bildes befinden sich die orange-weißen Schriftzüge 50 Cent, Ayo Technology und Featuring Justin Timberlake. Der Hintergrund ist dunkelblau gehalten.

### Titellisten
Single
1. Ayo Technology (Albumversion) – 4:06
2. I Get Money (Straight to the Bank Pt. 2) – 3:50

Maxi
1. Ayo Technology (Albumversion) – 4:06
2. I Get Money (Straight to the Bank Pt. 2) – 3:50
3. Ayo Technology (Instrumental) – 4:08
4. Ayo Technology (Video) – 4:07

### Chartplatzierungen
Ayo Technology stieg am 14. September 2007 auf Platz drei in die deutschen Singlecharts ein und belegte in den folgenden Wochen die Ränge sechs und vier. Insgesamt hielt sich der Song 22 Wochen lang in den Top 100, davon sechs Wochen in den Top 10. Besonders erfolgreich war die Single in Neuseeland, wo sie die Chartspitze erreichte. Weitere Top-10-Platzierungen gelangen unter anderem im Vereinigten Königreich, in der Schweiz, Frankreich, Dänemark, Norwegen, Finnland, Schweden und Australien. In den deutschen Single-Jahrescharts 2007 belegte der Song Rang 37.
| ChartsChartplatzierungen       | Höchstplatzierung | Wochen |
| ------------------------------ | ----------------- | ------ |
| Deutschland (GfK)              | 3 (22 Wo.)        | 22     |
| Österreich (Ö3)                | 14 (22 Wo.)       | 22     |
| Schweiz (IFPI)                 | 2 (27 Wo.)        | 27     |
| Vereinigte Staaten (Billboard) | 5 (20 Wo.)        | 20     |
| Vereinigtes Königreich (OCC)   | 2 (34 Wo.)        | 34     |

| ChartsJahrescharts (2007)      | Platzierung |
| ------------------------------ | ----------- |
| Deutschland (GfK)              | 37          |
| Österreich (Ö3)                | 72          |
| Schweiz (IFPI)                 | 27          |
| Vereinigte Staaten (Billboard) | 87          |
| Vereinigtes Königreich (OCC)   | 25          |

### Auszeichnungen für Musikverkäufe
Ayo Technology erhielt im Jahr 2018 in Deutschland für mehr als 150.000 verkaufte Einheiten eine Goldene Schallplatte. In den Vereinigten Staaten wurde es 2023 für über zwei Millionen Verkäufe mit Doppel-Platin ausgezeichnet.

| Land/Region                  | Auszeichnungen für Musikverkäufe (Land/Region, Auszeichnung, Verkäufe) | Verkäufe  |
| ---------------------------- | ---------------------------------------------------------------------- | --------- |
| Australien (ARIA)            | 3× Platin                                                              | 210.000   |
| Brasilien (PMB)              | 2× Platin                                                              | 120.000   |
| Dänemark (IFPI)              | Gold                                                                   | 7.500     |
| Deutschland (BVMI)           | Gold                                                                   | 150.000   |
| Neuseeland (RMNZ)            | Gold                                                                   | 7.500     |
| Vereinigte Staaten (RIAA)    | 2× Platin                                                              | 2.000.000 |
| Vereinigtes Königreich (BPI) | Platin                                                                 | 600.000   |
| Insgesamt                    | 3× Gold · 8× Platin ·                                                  | 3.095.000 |

Hauptartikel: 50 Cent/Auszeichnungen für Musikverkäufe
Bei den Grammy Awards 2008 wurde Ayo Technology in der Kategorie Best Rap Song nominiert, unterlag jedoch dem Lied Good Life von Kanye West featuring T-Pain.

## Coverversion von Milow
Im Jahr 2008 veröffentlichte der belgische Singer-Songwriter Milow eine Coverversion des Liedes, die auch als Single samt Musikvideo erschien. Diese Version war im deutschsprachigen Raum noch populärer als das Original und erreichte Platz zwei in Deutschland und Österreich sowie die Chartspitze in der Schweiz.

### Chartplatzierungen
| ChartsChartplatzierungen | Höchstplatzierung | Wochen |
| ------------------------ | ----------------- | ------ |
| Deutschland (GfK)        | 2 (38 Wo.)        | 38     |
| Flandern (Ultratop)      | 1 (28 Wo.)        | 28     |
| Österreich (Ö3)          | 2 (31 Wo.)        | 31     |
| Schweiz (IFPI)           | 1 (45 Wo.)        | 45     |
| Wallonie (Ultratop)      | 5 (33 Wo.)        | 33     |

| ChartsJahrescharts (2008) | Platzierung |
| ------------------------- | ----------- |
| Flandern (Ultratop)       | 17          |

| ChartsJahrescharts (2009) | Platzierung |
| ------------------------- | ----------- |
| Deutschland (GfK)         | 3           |
| Flandern (Ultratop)       | 25          |
| Österreich (Ö3)           | 8           |
| Schweiz (IFPI)            | 3           |
| Wallonie (Ultratop)       | 18          |

### Auszeichnungen für Musikverkäufe
2009 erhielt der Song für mehr als 300.000 verkaufte Einheiten in Deutschland eine Platin-Schallplatte.
| Land/Region          | Auszeichnungen für Musikverkäufe (Land/Region, Auszeichnung, Verkäufe) | Verkäufe |
| -------------------- | ---------------------------------------------------------------------- | -------- |
| Belgien (BRMA)       | Platin                                                                 | 20.000   |
| Dänemark (IFPI)      | Platin                                                                 | 30.000   |
| Deutschland (BVMI)   | Platin                                                                 | 300.000  |
| Österreich (IFPI)    | Platin                                                                 | 30.000   |
| Schweden (IFPI)      | Platin                                                                 | 20.000   |
| Spanien (Promusicae) | Platin                                                                 | 40.000   |
| Insgesamt            | 6× Platin ·                                                            | 440.000  |